# 光神星
光神星（66 Maja；/ˈmeɪə/）是一颗来自小行星带中心区域的碳质背景小行星，直径约71公里。1861年4月9日，美国天文学家贺拉斯·塔特尔在美国马萨诸塞州剑桥市的哈佛大学天文台发现了它。这颗小行星以希腊神话中的迈亚（Maia）命名。

## 轨道与分类
光神星是一颗来自主带背景星群的非小行星族小行星。它位于中央小行星带绕太阳运行，轨道距离为2.2至3.1天文单位（AU），每4年4个月（1,571天；半长轴为2.65AU）公转一周。其轨道偏心率为0.17，相对于黄道的轨道倾角为3°。该天体的观测弧始于哈佛天文台，在正式发现该天体后的第二天夜晚。

## 物理特性
在托伦分类法中，光神星属于一颗碳质C-型小行星，而在SMASS分类法中，它属于碳质小行星的“含水”亚型（Ch）。 

### 自转周期和自转轴
自1988年以来，人们通过光度观测获得了几份光神星的旋转光变曲线。法国业余天文学家莫里斯·奥德热昂（Maurice Audejean）和热罗姆·卡隆（Jérôme Caron）在2011年2月对最佳光变曲线进行了分析，得出其自转周期为9.73509小时，亮度幅度为0.25星等（U=3）。
2016年，基于多个光度数据库来源推导出了一份模型化的光变曲线，得出的恒星自转周期为9.73570小时，两个自转轴在黄道坐标分别为（49.0°, −70.0°）和（225.0°, −68.0°）。

### 直径和反照率
根据红外天文卫星IRAS、日本AKARI卫星以及美国宇航局广域红外巡天探测器（NEOWISE任务）的测量结果，光神星的直径在62.87至82.28公里之间，其表面反照率在0.03至0.0759之间。
小行星光变曲线协作链接（Collaborative Asteroid Lightcurve Link）采用了IRAS得到的结果，即反照率为0.0618，基于绝对星等为9.36，直径为71.82公里。

## 命名
这颗小行星由哈佛大学前校长J.昆西以希腊神话中的昴星团七姐妹之一的迈亚（Maia）的名字命名。迈亚是赫尔墨斯（墨丘利）的母亲，阿特拉斯和普勒俄涅的女儿。官方的命名引文出现在保罗·赫尔盖特1955年撰写的《小行星的名称》（H 10）中。
小行星130、233和1051也以神话中的昴星团七姐妹命名。1861年，发现这些小行星的天文台台长乔治·菲利普斯·邦德曾提出了一个小小的担忧，因为这些名字已经用于金牛座昴星团中一些最明亮的恒星：迈亚、厄勒克特拉、阿斯忒罗普以及梅洛普。

## 航天器访问
目前，尚无任何航天器造访过光神星。截至1988年，卡西尼-惠更斯号航天器的任务规划中曾包括在1997年3月离开内太阳系时飞越光神星。然而由于发啥计划的延误，卡西尼-惠更斯号的发射时间从1996年4月推迟到1997年10月，因而没有机会靠近光神星。卡西尼-惠更斯号于2000年1月23日飞掠了小行星2685。